# Louis Althusser
Louis Pierre Althusser (tiếng Pháp: [altysɛʁ]; 16 tháng 10 năm 1918 – 22 tháng 10 năm 1990) là một nhà triết học Marxist người Pháp. Althusser sinh ra ở Algérie thuộc Pháp và là cựu sinh viên của Trường École normale supérieure ở Paris, nơi ông vinh dự nhận chức danh Giáo sư Triết học.

## Tiểu sử

### Thuở thơ ấu và thanh niên: 1918–1948
Althusser chào đời ngày 16 tháng 10 năm 1918 tại Birmendreïs, gần Algiers, bấy giờ là Algérie thuộc Pháp, trong một gia đình tiểu tư sản pied-noir nguyên quán ở Alsace, Pháp. Cha ông, Charles-Joseph Althusser, là một trung úy trong quân đội Pháp song sau về Pháp làm nhân viên ngân hàng; mẹ ông, Lucienne Marthe Berger, làm nghề giáo viên, sùng mộ Công giáo. Nhà sử học Martin Jay nhận xét rằng, giống như Albert Camus và Jacques Derrida, Althusser là "một sản phẩm của nền văn hóa thực dân Pháp ở Bắc Phi." Năm 1930, gia đình ông chuyển đến sống tại thành phố Marseille để cha ông dễ bề công tác ở Compagnie Algérienne (Công ty Ngân hàng Algérie). Althusser dành phần tuổi thơ còn lại ở đó, theo học Lycée Saint-Charles và tham gia một hội hướng đạo. Năm 1936, Althusser chuyển đến Lyon để nhập học Lycée du Parc. Về sau ông còn được nhận vào École Normale Supérieure (ENS) (Grande école), trường cao học cực kỳ danh giá của Paris. Tại Lycée du Parc, Althusser chịu ảnh hưởng tư tưởng của các giáo sư theo Công giáo, điều này đã khiến ông quyết định tham gia phong trào thanh niên Công giáo mang tên Jeunesse Étudiante Chrétienne, đồng thời ao ước muốn trở thành tu sĩ dòng Xitô. Đáng chú ý rằng, mối quan tâm về Công giáo của Althusser tồn tại song song với tư tưởng cộng sản chủ nghĩa của ông.

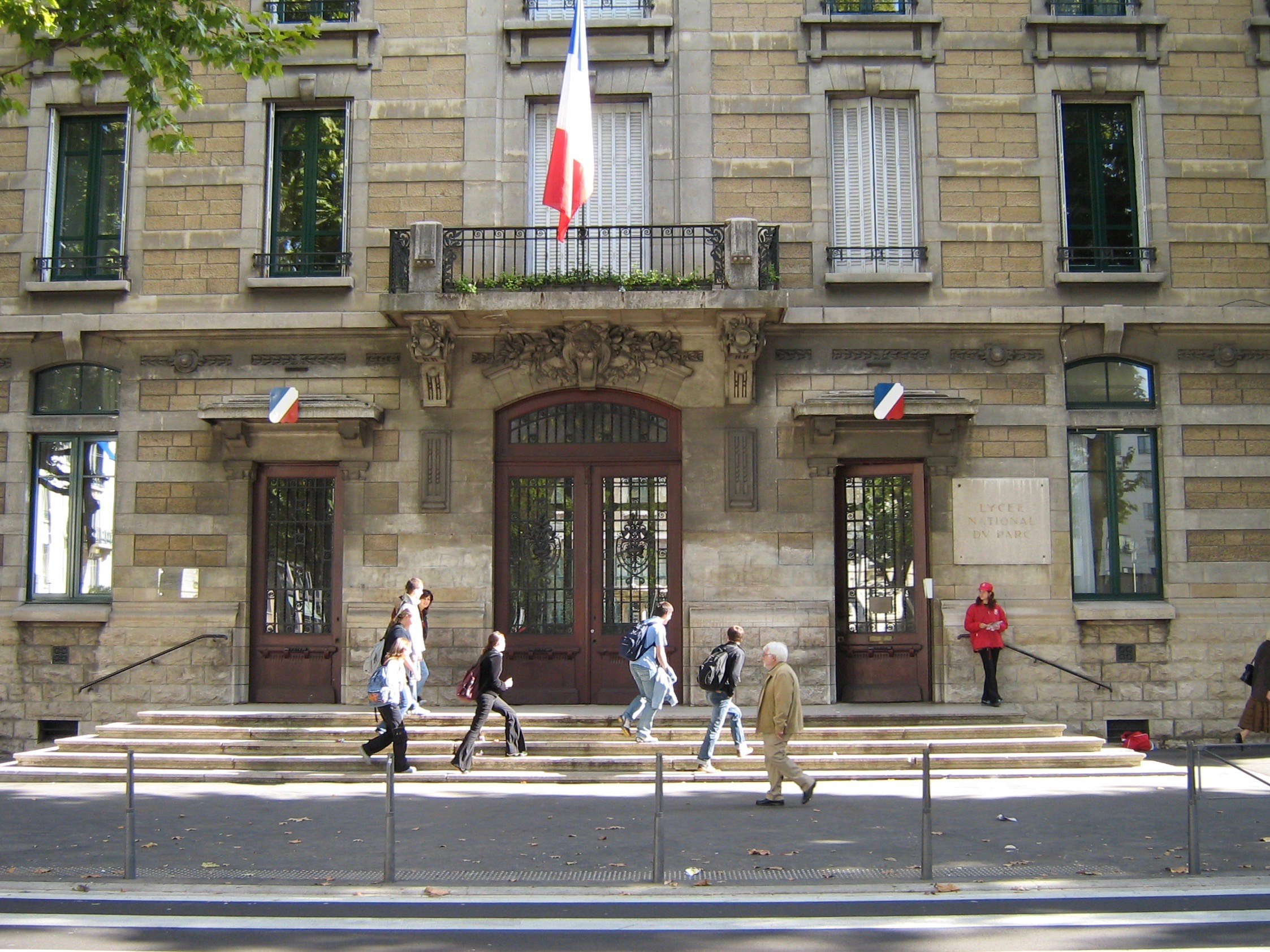
Lycée du Parc, nơi Althusser dành hai năm học tập và chịu ảnh hưởng của đức tin Công giáo

### Dẫn nguồn
1. 1 2  Stolze 2013, tr. 7; Lewis 2014.
2. ↑  Jay 1984, tr. 391, note 18.
3. ↑  Balibar 2005b, tr. 266; Stolze 2013, tr. 7.
4. ↑  Stolze 2013, tr. 7.
5. 1 2 3  Lewis 2014.
6. ↑  Roudinesco 2008, tr. 110.